# Physoronia wajdelota
Physoronia wajdelota – gatunek chrząszcza z rodziny łyszczynkowatych i podrodziny Nitidulinae.
Gatunek ten opisany został w 1869 roku przez Jana Wańkowicza pod nazwą Pocadius wajdelota.
Chrząszcz o silnie wypukłym ciele długości od 4 do 5 mm, ubarwionym czerwonobrunatnie, porośniętym krótkim i przylegającym owłosieniem. Krawędzie przedplecza i pokryw są bardzo krótko orzęsione. Punktowanie na pokrywach rozmieszczone jest w wyraźnych dwurzędach. Żeberek na pokrywach brak. Odnóża przedniej pary mają łukowato wygięte krawędzie zewnętrzne goleni.
Owad ten przechodzi rozwój w owocnikach grzybów, zwłaszcza purchawki gruszkowatej. Postacie dorosłe spotykane są w owocnikach wyrośniętych, ale niewypełnionych jeszcze suchymi zarodnikami.
Gatunek palearktyczny. W Europie znany jest z Niemiec, Szwajcarii, Austrii, Polski, Czech, Słowacji, Węgier, Chorwacji, Białorusi, Ukrainy, Rumunii oraz europejskich części Rosji. W Polsce spotykany jest bardzo rzadko, podawany tylko z Puszczy Rominckiej, Puszczy Białowieskiej, Roztocza i Bieszczadów. Na „Czerwonej liście zwierząt ginących i zagrożonych w Polsce” umieszczony został jako gatunek zagrożony wymarciem (EN). 